# Putifigari
Putifigari là một đô thị ở tỉnh Sassari trong vùng Sardinia, có khoảng cách khoảng 160 km về phía tây bắc của Cagliari và cách khoảng 20 km về phía tây nam của Sassari. Tại thời điểm ngày 31 tháng 12 năm 2004, đô thị này có dân số 729 người và diện tích là 53,1 km².
Putifigari giáp các đô thị: Alghero, Ittiri, Uri, Villanova Monteleone.